# 대덕여자고등학교 (대전)
대덕여자고등학교는 대전광역시 대덕구 석봉동 555에 있었던 산업체 부설 고등학교이다.

## 연혁
- 1983년 2월 20일 : 개교
- 2003년 2월 28일 : 모기업 풍한방직의 경영난으로 인해 폐교

## 폐교 이후
폐교 이후, 대덕여자고등학교 부지에는 금강 엑슬루 타워 아파트가 들어섰다.